# Tuba Büyüküstün
Tuba Büyüküstün, all'anagrafe  Hatice Tuba Büyüküstün (Istanbul, 5 luglio 1982), è un'attrice turca.

## Biografia
Tuba Büyüküstün è nata il 5 luglio 1982 a Istanbul (Turchia), da Handan Büyüküstün e Serdar Büyüküstün. È di origine crimea da parte di madre e cretese da parte di padre. Si è diplomata alla Doguş High School e in seguito ha studiato costumi e scenografia alla Mimar Sinan Fine Arts University, laureandosi nel 2004. Quando era al college, ha iniziato la sua carriera di attrice presentando vari spot pubblicitari in televisione.
È stata la prima attrice turca ad essere nominata come migliore attrice ai 42º International Emmy Awards nel 2014 per la sua interpretazione nella serie 20 Dakika. Ha ricevuto una seconda nomination nel 2018 per la serie Brave and Beautiful (Cesur ve Güzel). Nel mondo arabo è conosciuta col nome di Lamiss.

## Carriera
Tuba Büyüküstün nel 2003 ha iniziato a recitare negli ultimi quattro episodi della serie televisiva Sultan Makami trasmessa su Kanal D. L'anno successivo, nel 2004, si è fatta un nome facendo rivivere il personaggio di Zarife nella serie Çembermde Gül Oya trasmessa su Kanal D. Nello stesso anno ha interpretato il ruolo di Gülizar nel film televisivo Gülizar diretto da Cemal Şan. Per quest'ultimo film ha ricevuto il premio come Miglior attrice al Serbia-Montenegro International TV Festival Bar.
Nel 2005 ha interpretato il ruolo di Aysun nel film Mio padre e mio figlio (Babam ve Oğlum) e dove ha recitato insieme a Çağan Irmak. Dal 2005 al 2007 ha interpretato il ruolo della protagonista Filiz Tekiner nella serie Ihlamurlar Altında trasmessa su Kanal D e dove ha recitato insieme ad attori come Bülent İnal e Sinan Tuzcu. Nel 2006 ha ricoperto il ruolo di Zeynep Erez nel film Sınav diretto da Ömer Faruk Sorak e dove ha avuto l'opportunità di lavorare con il famoso attore Jean-Claude Van Damme.
Dal 2007 al 2009 ha interpretato il ruolo della protagonista Asiye "Asi" Kozcuoglu nella serie Asi trasmessa su Kanal D e dove ha recitato insieme ad attori come Murat Yıldırım e Çetin Tekindor. Nel corso degli anni si è guadagnata una grande reputazione in Medio Oriente e ha svolto un ruolo importante nell'esportazione di serie turche all'estero: con le serie Çembermde Gül Oya, Ihlamurlar Altında e Asi, tutte trasmesse dalla televisione araba.
Nel 2011 ha interpretato il ruolo della protagonista Asiye Kozcuoğlu nella serie Asi, e dove è stata nominata nella categoria Miglior Soap Opera al 51º Festival della Televisione di Monte-Carlo, con i suoi ascolti in 67 paesi. Successivamente nel 2010 e nel 2011 ha interpretato il ruolo della protagonista Hasret nella serie Gönülçelen trasmessa su ATV. A gennaio 2013 dopo una pausa di un anno, è tornata sugli schermi con il ruolo della protagonista Melek Halaskar nella serie 20 Dakika trasmessa su Star TV e dove ha recitato insieme a İlker Aksum.
È stata nominata per la categoria Miglior attrice al 42º International Emmy Awards per il suo ruolo nella serie 20 Dakika ed è diventata la prima attrice turca ad essere nominata per un Emmy. Nel maggio 2014 è stata nominata Embajadora de Buena Voluntad per l'UNICEF per il suo ruolo nella serie Kara Para Aşk. È stata scelta come miglior attrice al 14° International Giuseppe Sciacca Awards per il suo ruolo e la sua disponibilità.
Negli ultimi mesi del 2015 si è concentrata sul cinema, uno dei quali è stato il cortometraggio The Jungle diretto da Onur Saylak e Dogu Yasar Akal. L'anno successivo, nel 2016, ha interpretato il ruolo di Neval nel film Rosso Istanbul (Istanbul Kırmızısı) diretto da Ferzan Özpetek e dove ha recitato insieme ad attori come Halit Ergenç, Mehmet Günsür e Nejat İşler.
Nel 2016 e nel 2017 ha interpretato il ruolo della protagonista Sühan Korludag nella serie Brave and Beautiful (Cesur ve Güzel) trasmessa su Star TV e dove ha recitato al fianco di Kıvanç Tatlıtuğ. Nel 2020 ha interpretato il ruolo di Mara Hatun nella miniserie L'Impero Ottomano (Rise of Empires: Ottoman), pubblicata sulla piattaforma di streaming Netflix. Nello stesso anno ha interpretato se stessa nella serie Menajerimi Ara trasmessa su Star TV.
Nel 2021 è ha interpretato il ruolo della protagonista Mavi Efeoglu nella serie Sefirin Kızı trasmessa su Star TV e dove ha recitato insieme ad attori come Engin Akyürek e Neslihan Atagül. Successivamente, nel 2021, ha preso parte allo spot commerciale girato in collaborazione con MegaFon, che detiene l'80% del mercato delle telecomunicazioni russo e di Apple. Nel 2022 e nel 2024 ha ottenuto il ruolo di Ada nella serie di Netflix Another Self (Zeytin Ağacı). Nel 2024 ha ricoperto il ruolo di Manolya nella serie di GAİN Yarın Yokmuş Gibi.

## Vita privata
Tuba Büyüküstün il 28 luglio 2011 ha sposato a Parigi l'attore Onur Saylak, con cui ha condiviso il set delle serie Asi e Gönülçelen, e dal quale ha divorziato nel giugno 2017. Insieme sono genitori dei gemelli Maya e Toprak, nati il 19 gennaio 2012.

## Filmografia

### Cinema
- Mio padre e mio figlio (Babam ve Oğlum), regia di Cagan Irmak (2005)
- Sinav, regia di Ömer Faruk Sorak (2006)
- Yüreğine Sor, regia di Yusuf Kurçenli (2010)
- Rüzgarın Hatıraları, regia di Özcan Alper (2014)
- Orman (2015)
- Dar Elbise (2016)
- Tight Dress, regia di Hiner Saleem (2016)
- Rosso Istanbul (Istanbul Kırmızısı), regia di Ferzan Özpetek (2016)
- Daha, regia di Onur Saylak (2017)

### Televisione
- Sultan Makamı – serie TV (Kanal D, 2003)
- Çemberimde Gül Oya – serie TV, 40 episodi (Kanal D, 2004)
- Gülizar, regia di Cemal San – film TV (2004)
- Aşk Yolu, regia di Çagatay Tosun – film TV (2005)
- Ihlamurlar Altında – serie TV, 39 episodi (Kanal D, 2005-2007)
- Asi – serie TV, 71 episodi (Kanal D, 2007-2009)
- Beni w Benak – serie TV (MBC, 2009)
- Gönülçelen – serie TV, 56 episodi (ATV, 2010-2011)
- 20 Dakika – serie TV, 25 episodi (Star TV, 2013)
- Kara Para Aşk – serie TV, 54 episodi (ATV, 2014-2015)
- Brave and Beautiful (Cesur ve Güzel) – serial TV, 32 episodi (Star TV, 2016-2017)
- L'Impero Ottomano (Rise of Empires: Ottoman) – serie TV, 12 episodi (Netflix, 2020)
- Menajerimi Ara – serie TV, 1 episodio (Star TV, 2020)
- Sefirin Kızı – serie TV, 16 episodi (Star TV, 2021)
- Another Self (Zeytin Ağacı) – serie TV, 16 episodi (Netflix, 2022-2024)
- Yarın Yokmuş Gibi – serie TV, 4 episodi (GAİN, 2024)

### Cortometraggi
- The Jungle, regia di Onur Saylak e Dogu Yasar Akal (2015)

## Spot pubblicitari
- Colins (2000)
- Molped
- Kremini
- Lamees ve Mohannad parfüm (2008)
- Pantene (2007-2014)
- Molfix (2014)
- MegaFon (2021)

## Discografia
- 2019: Sayenizde – Cover della canzone del 1995 di Ercan Saatçi

## Doppiatrici italiane
Nelle versioni in italiano dei suoi film e delle sue serie TV, Tuba Büyüküstün è stata doppiata da:
- Benedetta Degli Innocenti[55] in Rosso Istanbul[56]
- Chiara Gioncardi[57] in Brave and Beautiful[58]
- Francesca Manicone[59] ne L'Impero Ottomano[60]
- Mattea Serpelloni in Another Self

## Riconoscimenti
- Ayakli Gazete TV Stars Awards
  - 2010: Vincitrice come Miglior attrice in una serie televisiva per la serie Gönülçelen
  - 2021: Candidata come Miglior attrice in una serie televisiva per la serie Sefirin Kızı
- DiziFilm.com Oscars
  - 2010: Vincitrice come Miglior attrice drammatica per la serie Gönülçelen[61]
- ELLE Style Awards
  - 2011: Vincitrice come Miglior attrice per la serie Gönülçelen
- Festival della televisione di Monte Carlo
  - 2011: Candidata come Miglior serie televisiva drammatica per la serie Asi
- Festival arabo internazionale di Dubai
  - 2017: Vincitrice come Miglior coppia insieme a Kıvanç Tatlıtuğ per la serie Brave and Beautiful (Cesur ve Güzel)
- Film Fest International
  - 2016: Candidata come Miglior attrice protagonista in un cortometraggio per The Jungle
- International İzmit Film Festival
  - 2020: Candidata come Miglior attrice in una serie televisiva digitale per la serie L'Impero Ottomano (Rise of Empires: Ottoman)
  - 2023: Candidata come Miglior attrice in una serie televisiva digitale per la serie Another Self (Zeytin Ağacı)
- KARVAK (Fondazione Mar Nero) – Il migliore dell'anno
  - 2013: Vincitrice come Miglior attrice dell'anno per la serie 20 Dakika[62]
- Young Turkish Turkey Award
  - 2017: Vincitrice come Miglior attrice cinematografica per il film Rosso Istanbul (Istanbul Kırmızısı)[63]
- Pantene Golden Butterfly Awards
  - 2015: Candidata come Miglior coppia televisiva insieme ad Engin Akyürek per la serie Kara Para Aşk[64]
  - 2015: Candidata come Miglior attrice per la serie Kara Para Aşk
  - 2017: Vincitrice come Creatrice di miracoli insieme a Kenan İmirzalıoğlu, Engin Akyürek, Songül Öden, Erkan Petekkaya e Cansu Dere
- Premi distintivi dei festival arabi internazionali
  - 2017: Vincitrice come Miglior coppia insieme a Kıvanç Tatlıtuğ per la serie Brave and Beautiful (Cesur ve Güzel)[65]
- Premio IT dell'Università di Istanbul
  - 2007: Vincitrice come Miglior attrice per la serie Ihlamurlar Altında
- Premio del Computer Club dell'Università di Istanbul
  - 2008: Vincitrice come Miglior attrice per la serie Asi
- Premio per i servizi culturali dell'Associazione degli esportatori di elettronica e servizi elettrici
  - 2014: Vincitrice come Stella dell'esportazione per la serie Kara Para Aşk[66]
- Premio per il successo del Club di matematica dell'Università di Marmara
  - 2010: Vincitrice come Attrice di maggior successo per il film Yüreğine Sor
- Premio di successo del Club di ingegneria industriale dell'Università tecnica di Istanbul (EMÖS)
  - 2015: Vincitrice come Attrice di maggior successo per la serie Kara Para Aşk[67]
- Premio dell'Università Marconi
  - 2015: Vincitrice come Miglior attrice dell'anno per la serie Kara Para Aşk[68]
- Premio della TelevizyonDizisi.com
  - 2010: Vincitrice come Miglior attrice per la serie Gönülçelen
  - 2011: Vincitrice come Miglior attrice per la serie Gönülçelen
  - 2013: Vincitrice come Miglior attrice per la serie 20 Dakika
  - 2014: Vincitrice come Miglior attrice per la serie Kara Para Aşk
  - 2015: Vincitrice come Miglior attrice per la serie Kara Para Aşk
  - 2017: Vincitrice come Miglior coppia insieme a Kıvanç Tatlıtuğ per la serie Brave and Beautiful (Cesur ve Güzel)[69]
  - 2017: Pre-Candidata come Miglior attrice per la serie Brave and Beautiful (Cesur ve Güzel)[70]
- Premio di prestigio della atvdiziler.com
  - 2010: Vincitrice come Miglior attrice per la serie Gönülçelen[71]
- Premio Emmy
  - 2014: Candidata come Miglior interpretazione di un'attrice per la serie 20 Dakika
- Premio per il migliore dell'anno del Journal of Politics
  - 2010: Vincitrice come Attrice televisiva dell'anno per la serie Gönülçelen[72]
- Rivista Sayidaty
  - 2017: Vincitrice come Attrice turca di maggior successo per la serie Brave and Beautiful (Cesur ve Güzel)[73]
  - 2017: Vincitrice come Miglior attrice per la serie Brave and Beautiful (Cesur ve Güzel)[74]
- Oscar dei media dell'Associazione dei giornalisti radiofonici e televisivi
  - 2010: Vincitrice come Miglior attrice dell'anno per la serie Gönülçelen[75]
  - 2015: Vincitrice come Miglior attrice dell'anno per la serie Kara Para Aşk
- Turkey Youth Awards
  - 2016: Vincitrice come Miglior attrice televisiva per la serie Brave and Beautiful (Cesur ve Güzel)
  - 2016: Vincitrice come Miglior attrice per la serie Kara Para Aşk
  - 2018: Candidata come Miglior attrice cinematografica per il film Rosso Istanbul (Istanbul Kırmızısı)
- Serbia e Montenegro International TV Festival Bar
  - 2005: Vincitrice come Miglior attrice per il film televisivo Gülizar
- Süleyman Şah University Model United Nation Universities (MUNunivs) Program
  - 2015: Vincitrice del Premio Ambasciatore di PaceTUROB Successful Turkish Series
- TUROB Successful Turkish Series
  - 2013: Vincitrice del Premio Onorario per la serie Ihlamurlar Altında[76]
- 4° Crystal Mouse Awards
  - 2015: Vincitrice come Miglior attrice per la serie Kara Para Aşk[77]
- 14° International Giuseppe Sciacca Awards
  - 2015: Vincitrice come Miglior attrice per la serie Kara Para Aşk[78]
- 44º Premio della Farfalla d'Oro
  - 2017: Vincitrice come Creatrice di miracoli per la serie Brave and Beautiful (Cesur ve Güzel)